# Черкаська волость (Васильківський повіт)
Черкаська волость — історична адміністративно-територіальна одиниця Васильківського повіту Київської губернії з центром у селі Черкас.
Станом на 1886 рік складалася з 11 поселень, 9 сільських громад. Населення — 8157 осіб (4022 чоловічої статі та 4135 — жіночої), 1017 дворових господарств.
|                     | Площа, десятин | У тому числі орної, дес. |
| ------------------- | -------------- | ------------------------ |
| Сільських громад    | 8590           | 6953                     |
| Приватної власності | 4338           | 2110                     |
| Іншої власності     | 193            | 152                      |
| Загалом             | 13121          | 9215                     |

Основні поселення волості:
- Черкас — колишнє власницьке село, 1013 осіб, 134 двори, православна церква, школа, лавка, постоялий будинок, водяний млин.
- Бикова Гребля — колишнє власницьке село при річці Кам'янка, 1145 осіб, 149 дворів, школа, постоялий будинок, водяний млин.
- Коженики — колишнє власницьке село при річці Рось, 873 особи, 123 двори, православна церква, школа, 2 постоялих будинки, лавка, водяний млин.
- Мала Вільшанка — колишнє власницьке село, 1703 особи, 197 дворів, православна церква, школа, 2 постоялих будинки, лавка.
- Поправка — колишнє власницьке село при болоті, 810 осіб, 112 дворів, школа, постоялий будинок.
- Шкарівка — колишнє власницьке село при річці Рось, 1433 особи, 183 двори, православна церква, школа, 2 постоялих будинки.

Старшинами волості були:
- 1909-1915 роках — Парфентій Євминович Тупчій[2],[3],[4],[5],[6].